# Hyndan, Norrfjärden

Hyndan eller Hyndanön är en ö i Norrfjärdens socken, Piteå kommun, inne i Håkansöfjärden 8 kilometer nordnordost om Piteå kyrka. Hyndan har en yta på 3,5 hektar.
Hyndan utnyttjades i äldre tid främst som betesö, men på 1930-talet avstyckades en fastighet där ett hus uppfördes som fäbodbostad för sommarvistelse på ön. Sedan 2006 har Hyndan helårsboende. Vattnet kring ön är grunt och ön har genom landhöjningen vuxit mycket på senare tid. 1900 var dess yta 2000 kvadratmeter, 1955 5.000 kvadratmeter och 2012 35.000 kvadratmeter. Vid lågvattenstånd kan strandlinjen ligga 200 meter längre ut från stranden än vid högvatten. Öster om Hydan finns ett red som hösttid används för sjöfågeljakt.